# Cathédrale de l'Intercession de Sébastopol
Cette  cathédrale n’est pas la seule cathédrale de l'Intercession.
La cathédrale de l'Intercession est une cathédrale orthodoxe de la ville de Sébastopol en Crimée.

## Historique
L'église a été construite de 1892 à 1905 d'après les plans de l'architecte Valentin Feldmann. Elle a été consacrée en 1905 en l'honneur de l'Intercession de la Vierge Marie. La dépouille du lieutenant Schmidt et de celles de quelques marins fusillés à l'île de Berezan y sont temporairement abritées en mai 1917. La cathédrale, fermée par les autorités bolchéviques, est rouverte par l'occupant allemand, jusqu'en 1943. Elle est fortement endommagée pendant les hostilités. Elle est partiellement restaurée après la guerre et l'église supérieure est à nouveau consacrée en 1948. Elle est fermée au culte en 1962 sous l'ère khrouchtchévienne et transformée en salle de gymnastique et en dépôt d'archives.
La partie nord de l'édifice est rendue au culte en 1992, et l'ensemble, en 1994. Elle dépend de l'Église orthodoxe ukrainienne et plus précisément du Patriarcat de Moscou.

## Architecture
L'édifice est de plan basilical avec cinq coupoles. Le dôme principal est entouré de quatre clochetons et soutenu par douze ogives. Un clocher se trouve du côté ouest qui est réuni à l'édifice par un prolongement. Le dôme et les tourelles sont en forme pointue et surmontés d'un clocheton en forme de bulbe. L'édifice est décoré de corniches soulignées de frises en stuc et de kokochniks semi-circulaires. La cathédrale est construite en pierre d'Inkerman et en pierre calcaire de Krymbal.

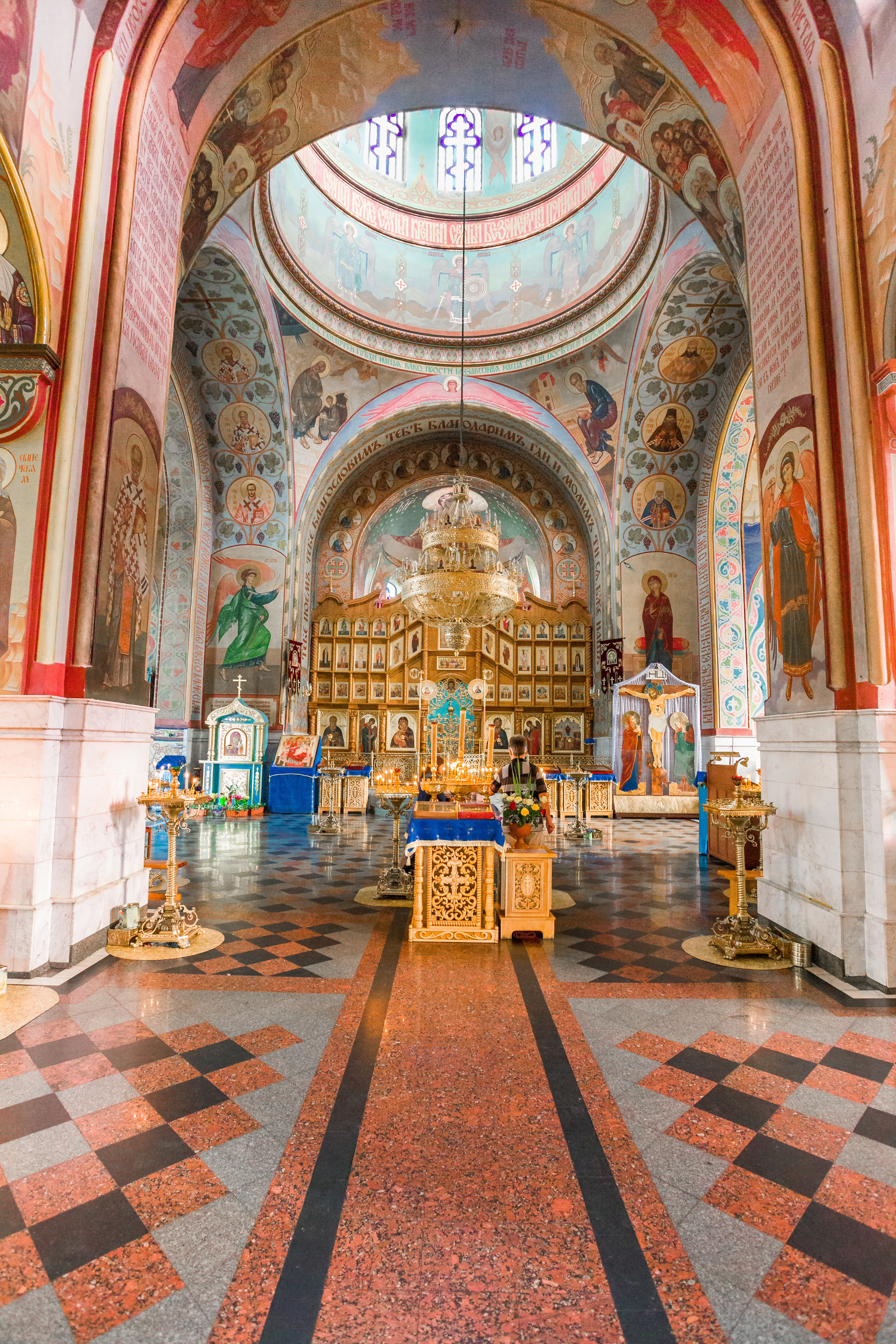
Intérieur de la cathédrale.
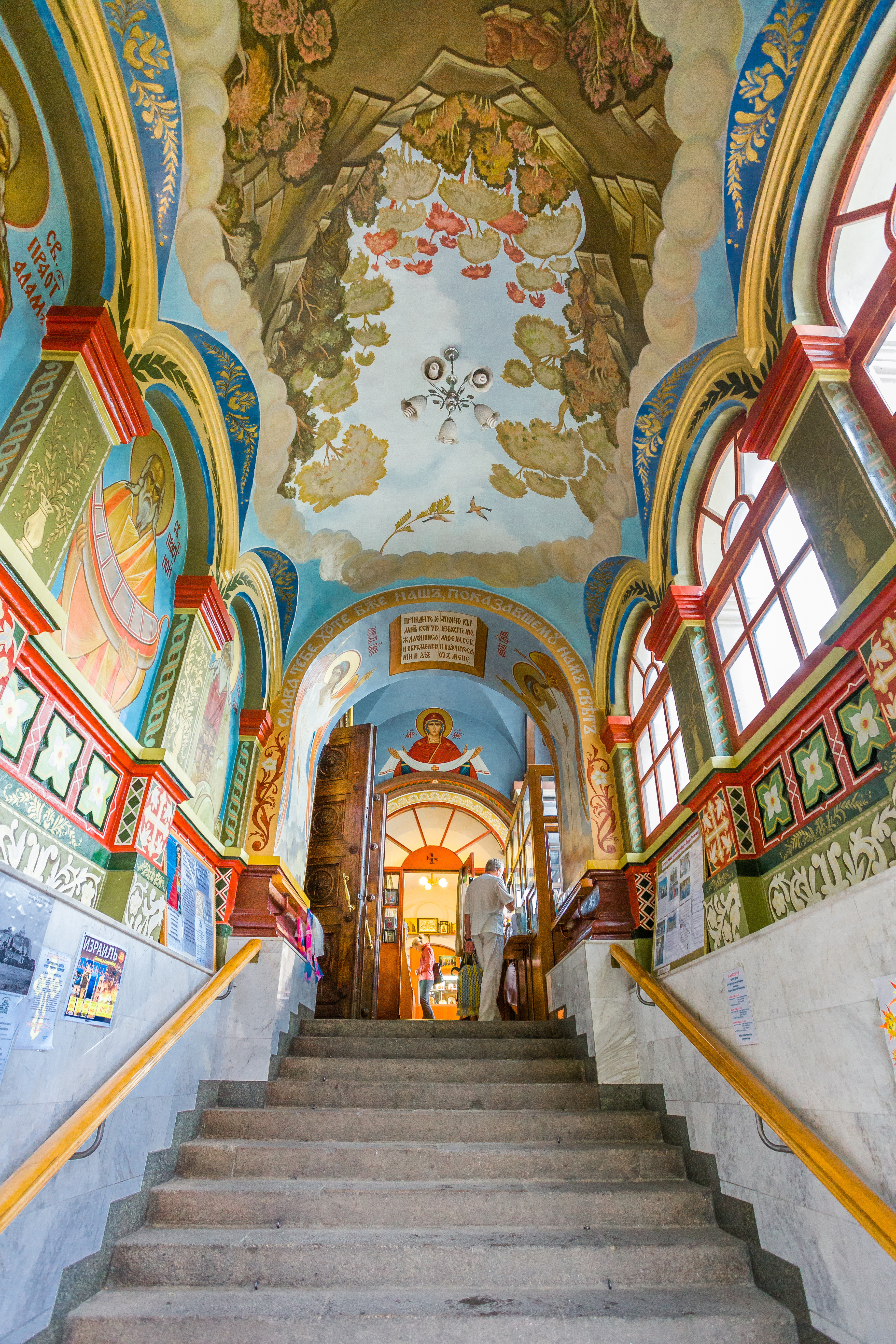
Escalier menant à l'église supérieure.
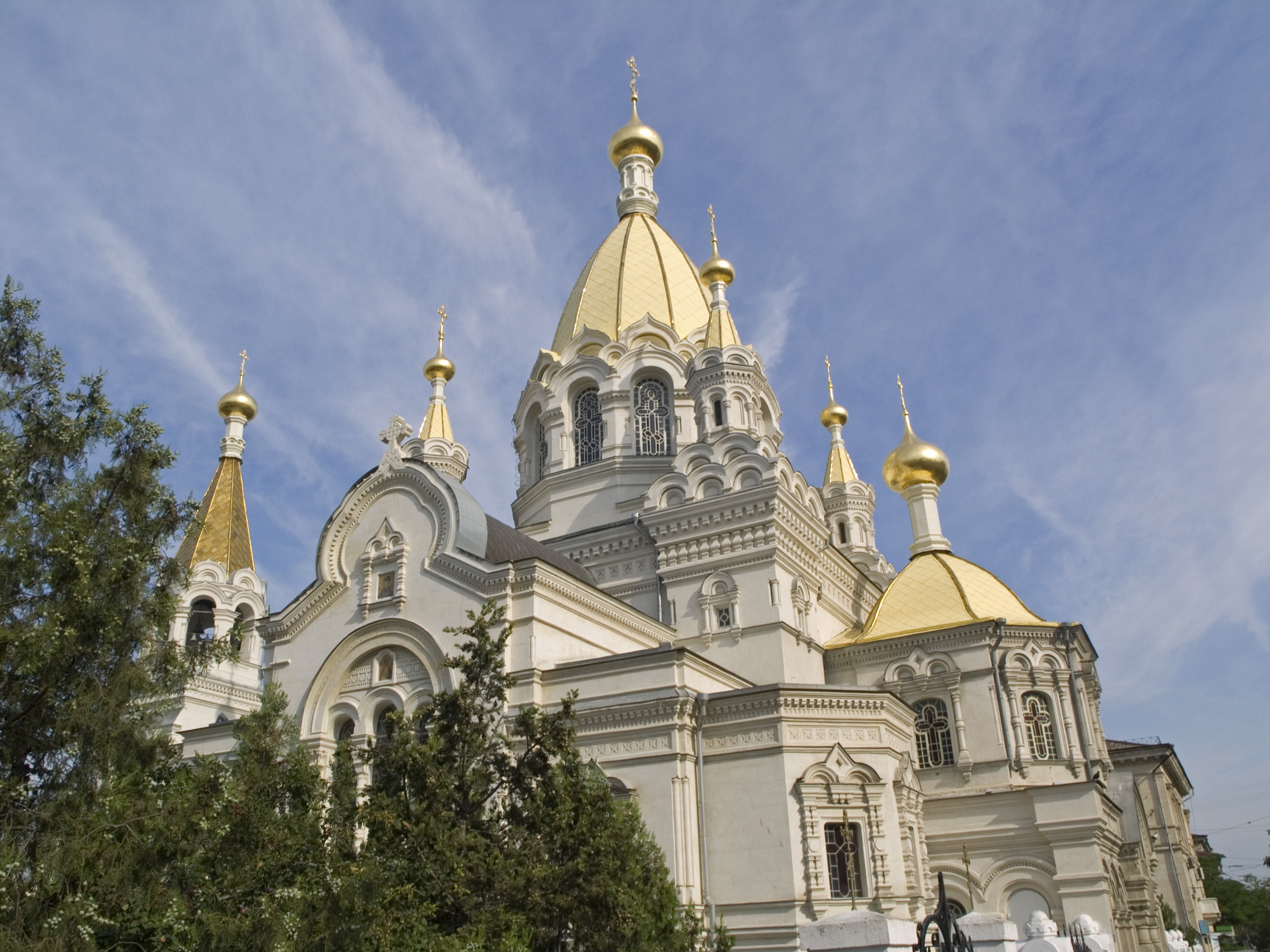
Vue extérieure.
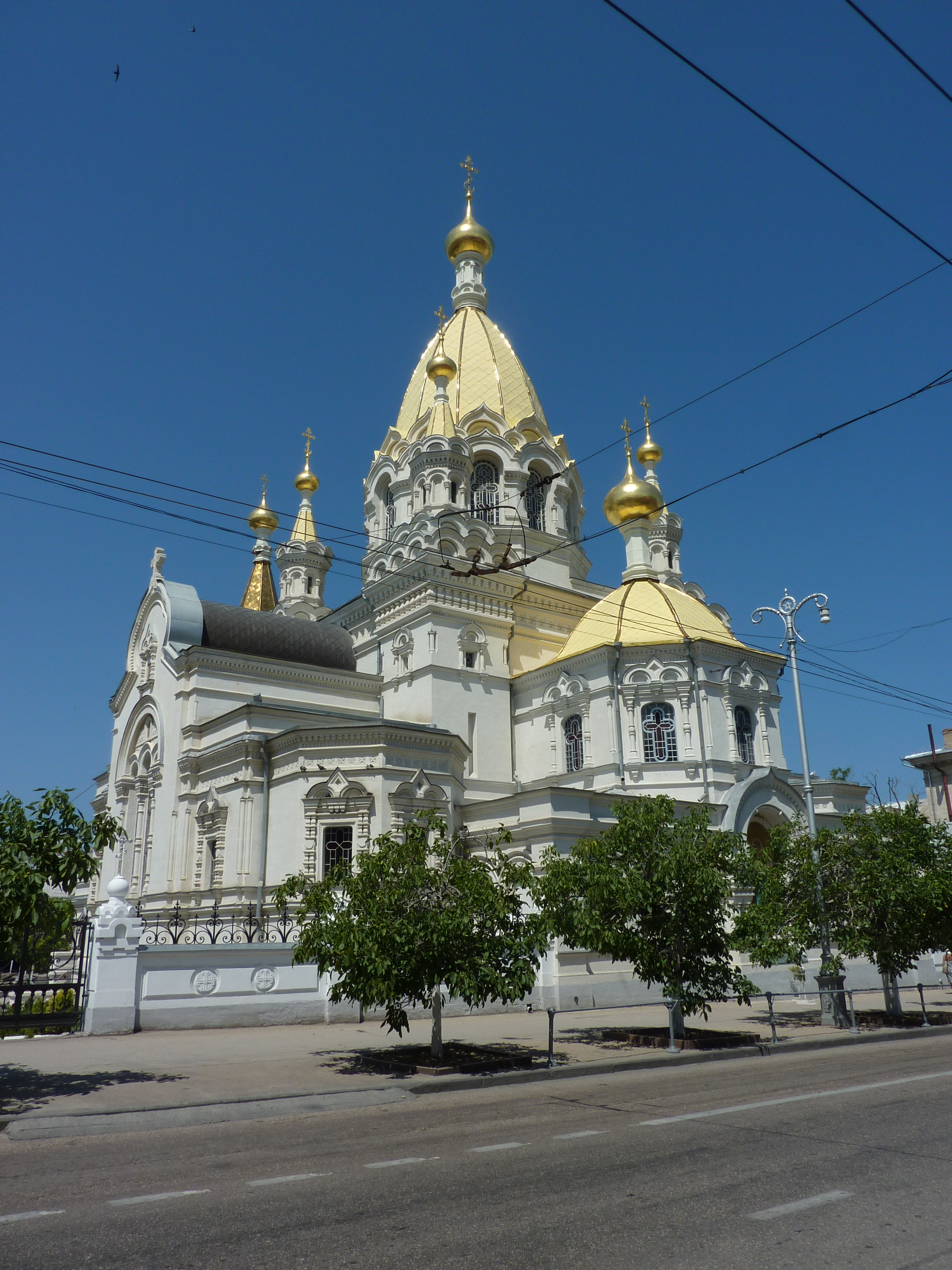
Vue extérieure.